# Шоу 4 января в «Токио Доум»
Шоу 4 января в «Токио Доум» — это шоу по рестлингу, ежегодно проводимое 4 января в «Токио Доум» японским промоушном New Japan Pro-Wrestling (NJPW). NJPW проводит шоу на этой арене каждое 4 января, начиная с Super Warriors in Tokyo Dome в 1992 году.
Шоу 4 января в «Токио Доум» стало главным ежегодным событием NJPW и крупнейшим событием в японском рестлинге, таким же, как WrestleMania для WWE и американского рестлинга. Его описывали как «крупнейшее шоу рестлинга в мире за пределами США» и «японский эквивалент Супербоула». Недавно шоу было расширено до двух дней, причем в 2020 году впервые были проведены матчи 5 января, а в 2022 году планируется расширение до третьего дня (8 января).
Первые два шоу в «Токио Доум» 4 января были также последними двумя супершоу WCW/New Japan. С 2007 года, когда мероприятие было переименовано в Wrestle Kingdom, шоу транслируется по системе pay-per-view (PPV). На всех шоу проводились чемпионские матчи, включая несколько титулов, не принадлежащих NJPW. В трех случаях (1998, 2006 и 2013) титулы не переходили из рук в руки во время шоу. Шоу 2019 года, на котором было проведено восемь матчей за титулы, стало первым, на котором все титулы перешли из рук в руки.
Некоторые из более ранних цифр посещаемости шоу 4 января оспариваются. Официально рекорд посещаемости был установлен на шоу 1993 года в «Токио Доум»: 63 500 болельщиков заполнили «Токио Доум», в то время как, по словам Дэйва Мельтцера, рекорд принадлежит шоу 1998 года с посещаемостью 55 000 человек. Самая низкая посещаемость среди всех шоу была зафиксирована на мероприятии 2021 года, которое проводилось в условиях ограничения посещаемости из-за COVID-19; NJPW объявила о посещаемости в 12 689 человек в первый вечер и 7 801 человек во второй. До COVID-19, шоу в «Доум» 2007 и 2011 годов собрали самые низкие неофициальные показатели посещаемости — всего 18 000 человек.
По состоянию на 2021 год, на шоу 4 января (включая матчи, проводимые 5 января в рамках двухдневных мероприятий) было проведено 328 матчей (без учёта темных или предшоу-матчей), 126 из которых были титульными, что привело к 69 сменам титулов. Кард шоу «Токио Доум» 2005 года состоял из 16 матчей, что является самым большим среди всех одноночных шоу, тогда как в 2001, 2002, 2007, 2013, 2016, 2018 и 2019 годах было проведено 9 матчей, что является самым низким показателем среди однодневных шоу (опять же, без учёта темных или предшоу-матчей). Первое шоу на две ночи в 2020 году включало в себя в общей сложности 16 матчей, сравнявшись с шоу 2005 года по количеству матчей в рамках одного события, но в каждый вечер было проведено только по восемь матчей, что меньше, чем в любом из предыдущих шоу в «Токио Доум». Второе двухдневное шоу в 2021 году, на которое повлиял COVID-19, включало только 6 матчей в каждую ночь.

## Шоу
| №                                              | Шоу                                   | Дата               | Город            | Арена          | Главное событие |
| ---------------------------------------------- | ------------------------------------- | ------------------ | ---------------- | -------------- | --- |
| 1                                              | Super Warriors in Tokyo Dome          | 4 января 1992      | Токио, Япония    | Токио Доум     | Рики Чосу (с) против Тацуми Фудзинами (с) за титул чемпиона Величайших 18-ти (Чосу) и титул чемпиона IWGP в тяжелом весе (Фудзинами)           |
| 2                                              | Fantastic Story in Tokyo Dome         | 4 января 1993      | Токио, Япония    | Токио Доум     | Гэнъитиро Тенрю против Рики Чосу |
| 3                                              | Battlefield                           | 4 января 1994      | Токио, Япония    | Токио Доум     | Антонио Иноки против Гэнъитиро Тенрю |
| 4                                              | Battle 7                              | 4 января 1995      | Токио, Япония    | Токио Доум     | Синья Хасимото (с) против Кенсукэ Сасаки за титул чемпиона IWGP в тяжелом весе                                                                 |
| 5                                              | Wrestling World 1996                  | 4 января 1996      | Токио, Япония    | Токио Доум     | Кэйдзи Муто (с) против Нобухико Такаду за титул чемпиона IWGP в тяжелом весе                                                                   |
| 6                                              | Wrestling World 1997                  | 4 января 1997      | Токио, Япония    | Токио Доум     | Синья Хасимото (с) против Рики Чосу за титул чемпиона IWGP в тяжелом весе                                                                      |
| 7                                              | Final Power Hall in Tokyo Dome        | 4 января 1998      | Токио, Япония    | Токио Доум     | Кэнсуке Сасаки (с) против Кэйдзи Муто за титул чемпиона IWGP в тяжелом весе                                                                    |
| 8                                              | Wrestling World 1999                  | 4 января 1999      | Токио, Япония    | Токио Доум     | Скотт Нортон (с) против Кэйдзи Муто за титул чемпиона IWGP в тяжелом весе                                                                      |
| 9                                              | Wrestling World 2000                  | 4 января 2000      | Токио, Япония    | Токио Доум     | Гэнъитиро Тенрю (с) против Кенсукэ Сасаки за титул чемпиона IWGP в тяжелом весе                                                                |
| 10                                             | Wrestling World 2001                  | 4 января 2001      | Токио, Япония    | Токио Доум     | Кэнсуке Сасаки против Тосиаки Кавады в финале турнира за титул чемпиона IWGP в тяжелом весе                                                    |
| 11                                             | Wrestling World 2002                  | 4 января 2002      | Токио, Япония    | Токио Доум     | Дзюн Акияма (с) против Юдзи Нагата за титул чемпиона GHC в тяжелом весе                                                                        |
| 12                                             | Wrestling World 2003                  | 4 января 2003      | Токио, Япония    | Токио Доум     | Юдзи Нагата (с) против Джоша Барнетта за титул чемпиона IWGP в тяжелом весе                                                                    |
| 13                                             | Wrestling World 2004                  | 4 января 2004      | Токио, Япония    | Токио Доум     | Синсукэ Накамура (с) против Ёсихиро Такаямы (с) за титул чемпиона IWGP в тяжелом весе (Накамура) и титул чемпиона NWF в тяжелом весе (Такаяма) |
| 14                                             | Toukon Festival: Wrestling World 2005 | 4 января 2005      | Токио, Япония    | Токио Доум     | Хироси Танахаси (с) против Синсукэ Накамуры за титул чемпиона IWGP U-30 в открытом весе                                                        |
| 15                                             | Toukon Shidou Chapter 1               | 4 января 2006      | Токио, Япония    | Токио Доум     | Брок Леснар (с) против Синсукэ Накамуры за титул чемпиона IWGP в тяжелом весе                                                                  |
| 16                                             | Wrestle Kingdom I                     | 4 января 2007      | Токио, Япония    | Токио Доум     | Кэйдзи Муто и Масахиро Тёно против Хироёси Тэндзана и Сатоши Кодзимы                                                                           |
| 17                                             | Wrestle Kingdom II                    | 4 января 2008      | Токио, Япония    | Токио Доум     | Хироси Танахаси (с) против Синсукэ Накамуры за титул чемпиона IWGP в тяжелом весе                                                              |
| 18                                             | Wrestle Kingdom III                   | 4 января 2009      | Токио, Япония    | Токио Доум     | Кэйдзи Муто (с) против Хироси Танахаси за титул чемпиона IWGP в тяжелом весе                                                                   |
| 19                                             | Wrestle Kingdom IV                    | 4 января 2010      | Токио, Япония    | Токио Доум     | Синсукэ Накамура (с) против Ёсихиро Такаямы за титул чемпиона IWGP в тяжелом весе                                                              |
| 20                                             | Wrestle Kingdom V                     | 4 января 2011      | Токио, Япония    | Токио Доум     | Сатоси Кодзима (с) против Хироси Танахаси за титул чемпиона IWGP в тяжелом весе                                                                |
| 21                                             | Wrestle Kingdom VI                    | 4 января 2012      | Токио, Япония    | Токио Доум     | Хироси Танахаси (с) против Минору Судзуки за титул чемпиона IWGP в тяжелом весе                                                                |
| 22                                             | Wrestle Kingdom 7                     | 4 января 2013      | Токио, Япония    | Токио Доум     | Хироси Танахаси (с) против Кадзутики Окады за титул чемпиона IWGP в тяжелом весе                                                               |
| 23                                             | Wrestle Kingdom 8                     | 4 января 2014      | Токио, Япония    | Токио Доум     | Синсукэ Накамура (с) против Хироси Танахаси за интерконтинентальное чемпионство IWGP                                                           |
| 24                                             | Wrestle Kingdom 9                     | 4 января 2015      | Токио, Япония    | Токио Доум     | Хироси Танахаси (с) против Кадзутики Окады за титул чемпиона IWGP в тяжелом весе                                                               |
| 25                                             | Wrestle Kingdom 10                    | 4 января 2016      | Токио, Япония    | Токио Доум     | Кадзутика Окада (с) против Хироси Танахаси за титул чемпиона IWGP в тяжелом весе                                                               |
| 26                                             | Wrestle Kingdom 11                    | 4 января 2017      | Токио, Япония    | Токио Доум     | Кадзутика Окада (с) против Кенни Омеги за титул чемпиона IWGP в тяжелом весе                                                                   |
| 27                                             | Wrestle Kingdom 12                    | 4 января 2018      | Токио, Япония    | Токио Доум     | Кадзутика Окада (с) против Тэцуя Найто за титул чемпиона IWGP в тяжелом весе                                                                   |
| 28                                             | Wrestle Kingdom 13                    | 4 января 2019      | Токио, Япония    | Токио Доум     | Кенни Омега (с) против Хироси Танахаси за титул чемпиона IWGP в тяжелом весе                                                                   |
| 29                                             | Wrestle Kingdom 14                    | 4-5 января 2020    | Токио, Япония    | Токио Доум     | День 1: Кадзутика Окада (c) против Кота Ибуси за титул чемпиона IWGP в тяжелом весе                                                            |
| 29                                             | Wrestle Kingdom 14                    | 4-5 января 2020    | Токио, Япония    | Токио Доум     | День 2: Кадзутика Окада против Тэцуя Найто в матче за титулы чемпиона IWGP в тяжелом весе и интерконтинентального чемпиона IWGP                |
| 30                                             | Wrestle Kingdom 15                    | 4-5 января 2021    | Токио, Япония    | Токио Доум     | День 1: Тэцуя Найто (с) против Кота Ибуси за титул чемпиона IWGP в тяжелом весе и титул интерконтинентального чемпиона IWGP                    |
| 30                                             | Wrestle Kingdom 15                    | 4-5 января 2021    | Токио, Япония    | Токио Доум     | День 2: Кота Ибуси (с) против Джея Уайта за титул чемпиона IWGP в тяжелом весе и интерконтинентального чемпиона IWGP                           |
| 31                                             | Wrestle Kingdom 16                    | 4-5, 8 января 2022 | Токио, Япония    | Токио Доум     | День 1: Синго Такаги (с) против Кадзутики Окады за титул чемпиона мира IWGP в тяжелом весе                                                     |
| 31                                             | Wrestle Kingdom 16                    | 4-5, 8 января 2022 | Токио, Япония    | Токио Доум     | День 2: Кадзутика Окада (с) против Уилла Оспрея за титул чемпиона мира IWGP в тяжелом весе                                                     |
| 31                                             | Wrestle Kingdom 16                    | 4-5, 8 января 2022 | Иокогама, Япония | Арена Иокогама | День 3: Казутика Окада и Хироси Танахаси против Кэйдзи Муто и Кайто Киёмия                                                                     |
| 32                                             | Wrestle Kingdom 17                    | 4 января 2023      | Токио, Япония    | Токио Доум     | Джей Уайт (с) против Кадзутики Окады за титул чемпиона мира IWGP в тяжелом весе                                                                |
| (c) — означает чемпиона на момент начала матча |                                       |                    |                  |                | |